# Muʿallaqāt
Die Muʿallaqāt (arabisch المعلقات al-Muʿallaqāt ‚die hängenden [d. h. Gedichte]‘) sind eine Sammlung von arabischen Gedichten in der Qasida-Form aus dem 6. Jahrhundert. Dies ist die berühmteste Anthologie aus der vorislamischen Zeit und wurde von den mittelalterlichen arabischen Dichtern und Literaturkritikern als beispielhaft angesehen. Sie vermittelt ein packendes Bild der damaligen Lebens- und Denkweise der Beduinen.
Die älteste und bekannteste Deutung des Begriffs Mu'allaqāt (wörtlich „Hängende, Aufgehängte“) stammt aus dem Beginn des 9. Jahrhunderts. Demnach seien diese Gedichte als so ausgezeichnet beurteilt worden, dass sie in goldenen Lettern gestickt und anschließend in der Kaaba in Mekka aufgehängt worden seien. Wahrscheinlicher ist jedoch die Ableitung von ʿilq „etwas Kostbares“. Der Begriff würde demnach bedeuten: „Gedichte, die als kostbar geschätzt werden“. Schon die Dichter der Dschāhilīya verglichen gute Poesie mit „gut eingefädelten Perlen“ auf einer Halskette.
Die Gedichte wurden in der Mitte des 8. Jahrhunderts zunächst von Hammad ar-Rawiya, einem Gelehrten aus Kufa, als Sammlung zusammengestellt, die er jedoch nicht Al-Mu'allaqāt, sondern Al-Maschhūrāt, das heißt „die Berühmten“ nannte; eine weitere Bezeichnung ist Al-Mudhahhabāt, das heißt „die Vergoldeten“. Al-Asmai (740–828) aus Basra zählt deren sechs auf, andere nennen bis zu zehn. Die meisten, darunter Ibn Qutaiba, sprechen jedoch von sieben, ohne sich allerdings über die Namen der jeweiligen Dichter einig zu sein. Fünf Dichter werden jedenfalls auf allen Listen genannt: Imru' al-Qais, Tarafa, Zuhair, Amr ibn Kulthūm und Labīd.
Die Qasida hat ein dreiteiliges Grundmuster, das allerdings häufig durchbrochen wird. Der einleitende Teil (nasīb) schildert eine unwiederbringliche Vergangenheit, wobei als Motive der verlassene Lagerplatz (al-ʾaṭlāl), die Erinnerung an die Geliebte, der Trennungsschmerz, der alternde Liebhaber oder die traumartige Erscheinung der Geliebten zur Sprache kommen. Der zweite Teil (raḥīl) ist der ausführlichen Beschreibung einer Reise gewidmet, das heißt ein Kamel- oder Pferderitt, womit die Verarbeitung der Trauer und die Zuwendung zum aktiven Leben dargestellt wird. Der dritte Teil mit der Schlussbotschaft kann unterschiedliche Formen annehmen: Er enthält entweder das Selbstlob des Dichters, ein Lob auf den Stamm (fachr), einen Herrscher oder Gönner (madīḥ), die Schmähung eines Gegners (hidscha) oder einen moralischen Leitspruch (hikam).

## Sieben Gedichte
Ibn al-Anbari, ein Gelehrter aus dem 10. Jahrhundert, stellte für die Sammlung Al-Mu'allaqāt eine Liste zusammen, die bis in die Neuzeit weite Verbreitung gefunden hat. Sie enthält sieben Werke der folgenden Dichter:
1. Imru' al-Qais (امرؤ القيسِ). Sein Gedicht umfasst 82 Zweizeiler und hat eine unübliche Form. Es beginnt zwar mit einem einleitenden Nasīb, der nach einem Blick auf Hirschspuren auf verlassenen Lagerplätzen die Erinnerung an eine Reihe erotischer Abenteuer aufleben lässt. Die zweite Hälfte des Gedichts beschreibt ein Pferd während einer Jagd und schließt mit der Beschreibung eines Sturms, der Palmen knickt, Häuser niederreißt und das Wild ertränkt: Doch das Gewild des Feldes, ersäufet durch die Flut, lag da, wie wilde Zwiebeln gerissen aus in Wut. (Schlussvers)[3][4] Goethe hat, wahrscheinlich zusammen mit Herder, eine englische Übersetzung dieses Gedichts von William Jones ins Deutsche übertragen, von welcher die Anfangsverse erhalten sind.[5] Auch von Friedrich Rückert existiert eine Übersetzung des Gedichts.[6]
2. Tarafa (طرفة). Mit 103 Zweizeilern ist dies das längste Gedicht der Sammlung, eine dreiteilige Qasida. Nach einer kurzen Einleitung folgt die berühmteste und in ihrem Detailreichtum unübertroffene Schilderung eines Kamels der arabischen Lyrik: Sein Hals lang und erhaben gleicht, wenn es ihn bewegt, dem Hinterteil des Schiffes, welches der Tigris trägt. (Vers 26) Beschrieben wird auch der typische Passgang des Kamels: Es läuft zu wett dem schnellsten und edelsten Kamel, Die Hinterfüße den vordern nachwerfend auf der Stell. (Vers 14) Im abschließenden Teil drückt der Dichter seine hedonistische Weltanschauung aus, wonach der Mensch die Freuden des Lebens wie Wein, ritterliche Hilfe für Bedrängte und Weib genießen soll, bevor der Tod den Vergnügungen ein Ende setzt.[7]
3. Zuhair. Mit 59 Zweizeilern ist dies das kürzeste Gedicht der Sammlung. Grundsätzlich handelt es sich um eine zweiteilige Qasida. Auf die einleitende Beschreibung der Geliebten folgt eine kurze Erinnerung an die Schrecken des Krieges, die zum zentralen Teil überleitet: einem Loblied auf zwei Männer, die einen Friedensschluss zwischen den Stämmen der Banu 'Abs (بنو عبس) und der Banu Dhubyan (بنو ذبيان) erreicht hatten. Der Schlussteil bringt einen aphoristischen Rückblick eines Achtzigjährigen auf sein Leben: Heute und Gestern liegen auf der Hand, doch was das Morgen bringt, das ist mir unbekannt.
4. ʿAntara ibn Schaddād (عنترة بن شداد). Nachdem in den ersten 19 der insgesamt 79 Zweizeiler die Geliebte beschrieben wird, stellt der Dichter in den zwei folgenden Versen sein hartes Leben auf dem Rücken eines schwarzen Pferdes der Lebensweise der Geliebten auf weichen Kissen gegenüber. Der Beschreibung seines Kamels folgt das Selbstlob und der abschließende Wunsch, nicht sterben zu müssen, bevor er sich an den zwei Söhnen seines Feindes Damdam gerächt hat.
5. ʿAmr ibn Kulthūm (عمرو بن كلثوم). Seine zweiteilige Qasida umfasst 94 Zweizeiler und ist wahrscheinlich in der arabischen Literatur das prachtvollste Beispiel eines fachr, d. h. einer Ode auf einen Stamm. Nach einer kurzen Einladung zum Morgentrunk und dem Abschied von der Geliebten, deren körperliche Schönheit beschrieben wird, folgt die Verherrlichung des Stammes Taghlib. Der Stamm der Bakr und ʿAmr ibn Hind, der von 554 bis 569 König der Lachmiden war und vom Autor des Gedichts ermordet wurde, werden mit Krieg bedroht.
6. Al-Hārith ibn Hiliza (الحارث بن حلزة). Der Einschluss dieses Gedichts in die Sammlung kann als Ausgleich zum vorigen Werk verstanden werden. Der Hauptteil der 84 Zweizeiler dieser Qasida befasst sich, in deutlichem Gegensatz zu ʿAmr ibn Kulthūm, mit dem Lob des Stammes der Bakr und weist die Vorwürfe der Taghlib gegen diesen zurück.
7. Labīd. Seine Qasida enthält 88 Zweizeiler und zeichnet sich durch eine außergewöhnlich ausgewogene Struktur aus. Der einleitende Teil enthält Vorwürfe an die treulose Geliebte und den Aufruf des Dichters an sich selbst, eine andere Geliebte zu finden. Der zweite Teil ist der Schilderung eines Kamels gewidmet, das Labid mit einer Wolke, einer flüchtigen Eselin, deren Junges einem Löwen zum Opfer fällt, und einer wilden Kuh vergleicht. Anschließend widmet sich der Dichter seinem Selbstlob: er liebe den Wein, schütze den Wanderer, sei freigebig, vermittle in Streitigkeiten und sei der Verteidiger des Stammes, was zum abschließenden Stammeslob überleitet.[8]

## Zur Überlieferung und Echtheit der vorislamischen Poesie
In der zweiten Hälfte des 19. Jahrhunderts befassten sich Theodor Nöldeke und Wilhelm Ahlwardt als erste Arabisten mit der Frage der Echtheit der altarabischen Poesie. Beide waren davon überzeugt, dass bis ins 8. Jahrhundert die altarabischen Gedichte hauptsächlich mündlich überliefert worden seien, und beurteilten spätere schriftliche Aufzeichnungen mit einer großen Portion Skepsis. Nöldeke ging davon aus, die Gedichte der Aufzeichnungen aus dieser Zeit seien „von einem Gelehrten, einem gewerbsmäßigen Überlieferer (Rāwī) oder irgend einem beliebigen Beduinen“ abgelauscht und niedergeschrieben worden. Auch Ahlwardt war der Meinung, „daß die Überlieferung derselben (d. h. Werke) von Mund zu Mund ging und unabsichtlichem Irrthum oder absichtlicher Fälschung ausgesetzt war“. Um die Wende zum 20. Jahrhundert vertraten Ignaz Goldziher und Georg Jacob die Meinung, dass unter den Umayyaden mit der Aufzeichnung der Poesie begonnen wurde, doch dass damals die rein mündliche Überlieferung noch vorherrschend gewesen sei. Carl Brockelmann formulierte 1898 in seiner Geschichte der arabischen Literatur: „Vorher (d. h. vor Mohammed) lebten die alten Lieder ausschließlich im Munde des Volkes und waren daher mannigfachen Gefahren ausgesetzt; mag man auch die Gedächtniskraft eines Naturvolkes noch so hoch anschlagen, so waren doch schon materielle Verluste unvermeidlich.“
Zu Beginn der 1920er Jahre gewannen jedoch Gelehrte wie Charles James Lyall, Fritz Krenkow und Erich Bräunlich nach eingehender Prüfung der vorhandenen Materialien den Eindruck, dass der größere Teil der auf uns gekommen vorislamischen Poesie wahrscheinlich um 680 schriftlich fixiert war. Dementsprechend korrigierte Brockelmann seine obigen Ausführungen und schrieb 1937, „daß zu Muhammads Zeit auch in Innerarabien Gedichte niedergeschrieben wurden“, und es sei „daher ein Irrtum …, den Gebrauch der Schrift bei den Nordarabern in der vorarabischen Zeit ganz zu leugnen und daraus auf die Unechtheit aller unter dem Namen von Dichtern der Heidenzeit überlieferten Verse zu schließen.“
In welchem Umfang die Überlieferer der vorislamischen Zeit schriftliche Unterlagen für ihre Überlieferungen besaßen, ist heute nicht mehr festzustellen. Es kann aber ohne weiteres davon ausgegangen werden, dass die Dichter der Mu'allaqāt schreiben konnten, ihre Gedichte eine lange Zeit hindurch bearbeiteten, und dass sie Überlieferer anderer Dichter waren.